# 아나스타스 미코얀
아나스타스 이바노비치 미코얀(러시아어: Анаста́с Ива́нович Микоя́н, 러시아어 발음: [ɐnɐsˈtas ɨˈvanəvʲɪtɕ mʲɪkɐˈjan], 아르메니아어: Անաստաս Իվանի Միկոյան 아나스타스 이바니 미코얀, 1895년 11월 25일(구력 11월 13일)~1978년 10월 21일) 또는 아나스타스 오바네소비치 미코얀(러시아어: Анаста́с Оване́сович Микоя́н, 아르메니아어: Անաստաս Հովհաննեսի Միկոյան 아나스타스 호브한네시 미코얀)은 소련의 정치인이다. 1923년부터 1976년까지 소련 공산당 중앙위원회 위원으로 활동하며 블라디미르 레닌부터 레오니트 브레즈네프 아래에서 일했고 1964년부터 1965년까지 최고 소비에트 상임간부회 의장을 역임했다. 
아르메니아계인 미코얀은 1915년 볼셰비키에 입당했고 10월 혁명 이후 바쿠 코뮌에서 활동했다. 1920년대에 북캅카스 소비에트 의장을 역임했고 1926년부터 1930년까지 소련 대외무역부 장관으로 활동했다. 1935년 소련 공산당 중앙위원회 정치국 정치국원에, 1938년 대외무역부 장관에 임명되었고 제2차 세계 대전 시기에 국가방위위원회 위원으로 활동했다.
이오시프 스탈린과의 정치적 갈등으로 1949년 대외무역부 장관에서 내려왔고 1952년 제19차 소련 공산당 대회에서 스탈린에게 공개적으로 비판받았다. 1953년 스탈린의 죽음 이후 니키타 흐루쇼프의 지지자로 활동하며 1957년 반당집단의 정치 쿠데타를 저지했고, 이후 흐루쇼프가 진행한 스탈린 격하 운동과 그 과정에서 발생한 정치·외교적 사건들 속에서 소련의 정치·외교 정책을 담당했다.
1964년 흐루쇼프가 정치 쿠데타로 사임하고 레오니트 브레즈네프가 정치 권력을 획득하는 과정에서 소련 최고 소비에트 상임위원회의 위원장으로 임명되었고 1965년 권력 투쟁에서 밀려 상임위원장에서 내려왔다. 그의 정치 경력은 소련에서 "심장마비나 마비성 질환 없이 일리이치부터 일리이치까지 섬겼다"라는 평가를 받았다.

## 생애

### 어린 시절과 활동
미코얀은 1895년 러시아 제국의 사나힌 마을의 아르메니아인 부모 사이에서 태어났다. 그의 아버지 이반 네르세소비치 미코얀(러시아어: Иван Нерсесович Микоян, 아르메니아어: Հովհաննես Ներսեսի Միկոյան 호브한네스 네르세시 미코얀, 1856년~1918년)은 목수로 일했고, 어머니 타마라 오타로브나 코카냔(러시아어: Тамара Отаровна Коканян, 아르메니아어: Թալիդա Օթարի Կոկանյանը 탈리다 오타리 코카냔, 1867년~1960년)은 양탄자 직공이었다. 그의 남동생 아르툠 미코얀은 소련 군용 항공기의 주요 설계국 중 하나였던 MiG 항공 설계국의 공동 설립자가 되었다.
미코얀은 트빌리시에 있는 고등교육기관인 네르시샨 학교(아르메니아어: Ներսիսեան դպրոց)와 바가르샤파트(에치미아진)에 있는 게보르갼 교회(아르메니아어: Գևորգյան Հոգևոր Ճեմարան)에서 아르메니아 사도 교회 소속으로 교육을 받았다. 그러나 종교는 그의 삶에서 점점 더 하찮은 존재로 변화했다. 그는 후에 신학에 대한 계속되는 연구가 자신을 무신론에 더 가깝게 만들었다고 말하기도 했다. 미코얀은 정치에 적극적으로 참여하기 전에 이미 자유주의와 사회주의 연구에 몰두해 있었다.
미코얀은 20살에 에치미아진에서 노동자 소비에트를 결성했다. 1915년 미코얀은 정식으로 러시아 사회민주노동당의 볼셰비키파에 입당하여 캅카스 혁명운동의 지도자가 되었다. 소비에트 혁명가들과의 교류로 인해 그는 바쿠로 가서 아르메니아어 신문 소츠얄-데모크라트의 공동 편집자가 되었고, 후에 러시아어 신문 이즈베스티아 바킨스코고의 공동 편집자가 되었다.
1917년 러시아 2월 혁명이 일어나자, 아제르바이잔의 수도 바쿠에서 혁명 운동을 이끌었다. 1918년 바쿠에 개입한 영국군에게 구속되었으나, 곧 석방되어 1920년 바쿠에서 일어난 노동자 봉기(26 Baku Commissars)에 참여하였다.

### 당 중앙위원 선출, 스탈린 체제

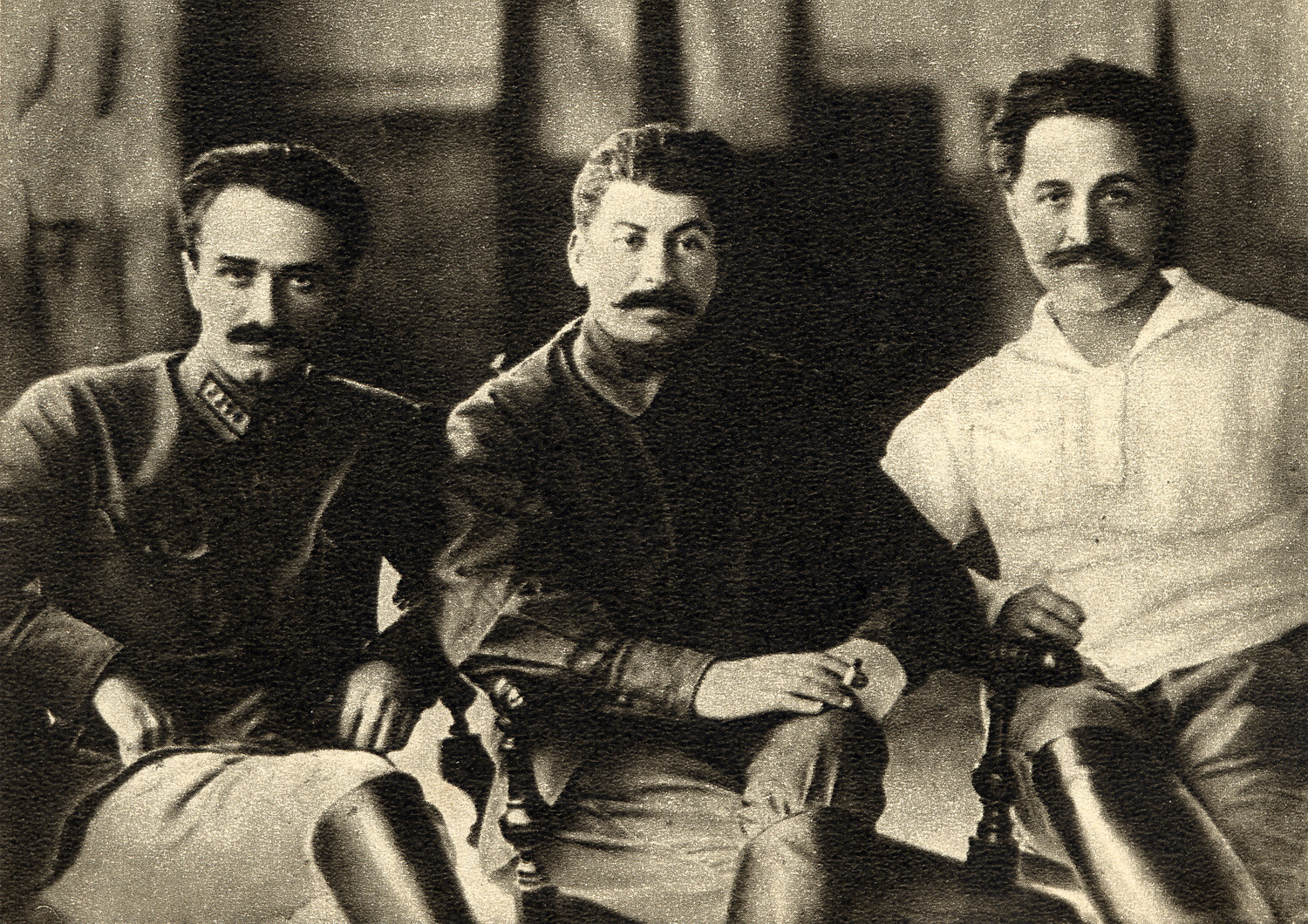
캅카스 3인방: 미코얀, 스탈린, 오르조니키제.

1923년 당 중앙 위원으로 선출되었으며, 1924년 블라디미르 레닌의 사망 이후에 벌어진 권력 투쟁에서 계속해서 스탈린을 지지하였다. 미코얀은 이오시프 스탈린, 세르고 오르조니키제(두 인물 모두 조지아 출신)과 함께 캅카스 3인방 (Caucasus Clique)으로 불렸다. 1926년 소비에트 연방 공산당 중앙 정치국(Центральный комитет Коммунистической партии Советского Союза, ЦК КПСС) 후보로 선정되었고, 1926년 외국 무역 및 국내상업인민위원을 맡아 무역과 소비에트 연방 상업의 조직화를 실시하고, 서유럽에서 통조림 상품 제조 계획을 도입하였다.
1935년 소비에트 연방 공산당 정치국원이 되었고, 1937년 소비에트 연방 인민위원회 부의장 (부총리 격) 이 되었다. 제2차 세계 대전 중인 1942년, 스탈린을 의장으로 하는 소비에트 연방 국가방위위원회의 구성원이 되었고, 전후 1946년 소비에트 연방 각료 회의 부의장 (부총리 격) 이 되어 스탈린을 보좌하였다. 이후 계속해서 국제 무역과 국내 상업을 담당했으며, 전후 소비에트 연방 경제의 부흥을 이끌며 빨간 상인이라는 별명을 얻었다. 또한 1949년 마오쩌둥과의 비밀 협상에 참여하였다.

### 스탈린 사후

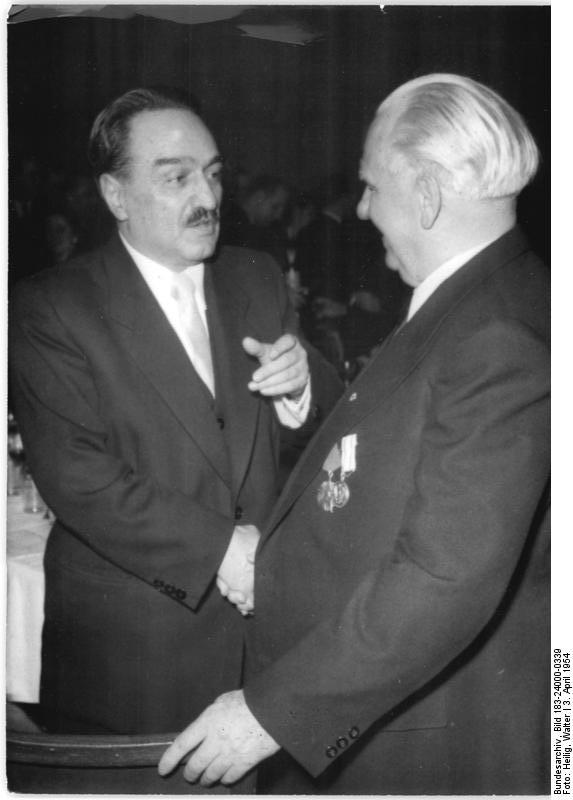
1954년 동독의 동베를린에서 빌헬름 피크와 얘기를 나누는 미코얀.

1953년 스탈린이 사망하고, 소비에트 연방 공산당 서기국 제1서기가 된 게오르기 말렌코프를 통해 상공인민위원 지위를 유지하였다. 그러나 말렌코프는 서기국 제1서기에서 총리가 되었고, 후임 니키타 흐루쇼프가 1956년 제20회 소비에트 연방 공산당 대회에서 스탈린 비판을 시작하자 이를 지지하고 스탈린 비판에 앞장섰다. 흐루쇼프의 새로운 체제에서는 제1부총리가 되었다.
미코얀은 1956년 헝가리 봉기 당시, 소련군의 개입이 국제 사회의 비난을 받는다고 주장하고 흐루쇼프의 개입 결정에 반대했다고 여겨졌으나, 특파 대사로 헝가리에 파견돼 사태 수습을 담당하였다. 1957년 탈스탈린화에 반대한 게오르기 말렌코프, 뱌체슬라프 몰로토프, 라자리 카가노비치 중심으로 일어난 반당집단 사건에서는 일관되게 흐루쇼프를 지지했으며, 반당집단의 중심 인물들인 말렌코프, 몰로토프, 카가노비치는 실각하였다.
미코얀은 흐루쇼프의 최측근으로 있으면서 흐루쇼프를 강하게 지지했으며, 미코얀은 1964년에 소비에트 연방의 국가 원수에 해당되는 최고회의간부회 의장까지 올랐다. 흐루쇼프가 1964년 실각한 이후, 레오니트 브레즈네프가 권력을 장악하자 미코얀은 중앙에서 멀어졌다.
동생 아르툠 미코얀은 군용 항공기 설계국 미그의 창시자로 알려져 있다.
미코얀은 1978년 10월 21일 82세의 나이로 사망했으며, 시신은 모스크바의 노보데비치 묘지에 안장되었다.

## 수상

### 수훈
- 레닌 훈장 6회 수훈
- 10월 혁명 훈장
- 적기훈장

## 같이 보기
- 1956년 헝가리 혁명
- 이오시프 스탈린
- 니키타 흐루쇼프
- 레오니트 브레즈네프

## 참고 문헌
아래 문헌은 위키백과 일본어판 아나스타스 미코얀 문서의 참고 문헌입니다.
- Memoirs of Anastas Mikoyan: The Path of Struggle, Vol 1, 1988, Sphinx Press, by Anastas Ivanovich Mikoyan (Sergo Mikoyan, ed.), ISBN 0-943071-04-6
- His son, a test pilot, has written about both Artem Ivanovich and Anastas Mikoyan:
- Memoirs Of Military Test-Flying And Life With The Kremlin's Elite, 1999, Airlife Publishing Ltd., by Stepan Anastasovich Mikoyan, ISBN 1-85310-916-9